# Floribama Shore
Floribama Shore é um reality show americano, que estreou na MTV em 27 de novembro de 2017 nos Estados Unidos. Trata-se do sucessor de Jersey Shore. O programa documenta a vida diária de 8 jovens sulistas dos Estados Unidos que decidem passar o verão evitando os problemas e responsabilidades da vida adulta na esperança de encontrarem amor e diversão.
Em 8 de janeiro de 2018, a MTV renovou a série para uma segunda temporada de 20 episódios com previsão de estrear no verão de 2018. Em 11 de junho de 2019, o programa foi renovada para uma terceira temporada, que estreou em 14 de novembro de 2019, com uma mudança de local para St. Pete Beach, Flórida.
A quarta temporada, apesar de não ter sido anunciada pela emissora, estava com as filmagens em andamento, mas a produção foi interrompida por duas semanas devido a um membro da equipe de produção testou positivo para COVID-19.

## Elenco
| Nome               | Origem                       | Temporadas | Temporadas | Temporadas | Temporadas | Temporadas |
| Nome               | Origem                       | 1          | 2          | 3          | 4          |            |
| ------------------ | ---------------------------- | ---------- | ---------- | ---------- | ---------- | ---------- |
| Aimee Hall         | Perdido, Alabama             |            |            |            |            |            |
| Candace Rice       | Memphis, Tennessee           |            |            |            |            |            |
| Codi Butts         | Westminster, Carolina do Sul |            |            |            |            |            |
| Gus Smyrnios       | Tallahassee, Flórida         |            |            |            |            |            |
| Jeremiah Buoni     | Clermont, Flórida            |            |            |            |            |            |
| Kirk Medas         | Atlanta, Geórgia             |            |            |            |            |            |
| Kortni Gilson      | Panama City Beach, Flórida   |            |            |            |            |            |
| Nilsa Prowant      | Panama City Beach, Flórida   |            |            |            |            |            |
| Mattie Lynn Breaux | Gheens, Louisiana            |            |            |            |            |            |

## Episódios
| Temporada | Temporada | Episódios | Exibição original       | Exibição original       |
| Temporada | Temporada | Episódios | Estreia da temporada    | Final da temporada      |
| --------- | --------- | --------- | ----------------------- | ----------------------- |
|           | 1.ª       | 8         | 27 de novembro de 2017  | 8 de janeiro de 2018    |
|           | 2.ª       | 26        | 9 de julho de 2018      | 7 de fevereiro de 2019  |
|           | 3.ª       | 16        | 14 de novembro de 2019  | 20 de fevereiro de 2020 |
|           | 4.ª       |           | 25 de fevereiro de 2021 |                         |

## Elenco de dublagem
| Personagem     | Dublador (a)       |
| Principais     | Principais         |
| -------------- | ------------------ |
| Aimee Hall     | Andressa Andreatto |
| Candace Rice   | Tatiane Keplmair   |
| Codi Butts     | Thiago Keplmair    |
| Gus Smyrnios   | Fred Mascarenhas   |
| Jeremiah Buoni | Heitor Assali      |
| Kirk Medas     | Felipe Zilse       |
| Kortni Gilson  | Samira Fernandes   |
| Nilsa Prowant  | Maíra Paris        |

| Brasil     | Brasil          |
| ---------- | --------------- |
| Direção    | Ulisses Bezerra |
| Tradução   | Gustavo Almeida |
| Estúdio(s) | Unidub          |